# ソルデティグレ・ヨースケ
ソルデティグレ・ヨースケ（Sol-de-tigre Yosuke、1981年7月28日 - ）は、日本の元キックボクサー、プロボクサー。東京都出身。U.W.F.スネークピットジャパン所属。ボクシング時代はヨネクラボクシングジム所属。
「ソルデティグレ」は「太陽の虎」という意味であり、高山善廣によって付けられた。

## 来歴
2001年4月4日、プロボクシングデビュー戦でKO勝ち。
2004年10月2日、粟生隆寛と対戦し、4Rにダウンを奪うもダウンを奪い返されるなどして判定負け。
2005年7月28日の試合を最後にボクシングを引退した。
2006年8月27日、プロキックボクシングデビューとなった全日本キックボクシング連盟で野間一暢と対戦し、判定ドロー。
2007年2月2日、全日本キックボクシング連盟で橋本城典と対戦し、判定勝ち。転向3戦目で初勝利となった。
2008年4月26日、全日本キックボクシング連盟で上松大輔と対戦し、1・2Rにダウンを奪われるなどして判定負け。
2008年は全日本キックボクシング連盟最多7試合を戦った。
2009年2月1日、Krush! Rookies Cup 〜K-1 Rule 60kg Tournament〜に出場予定であったが、右尺骨骨折により欠場となった。
2009年7月24日、Krushライト級グランプリに出場。1回戦で梶原龍児にTKO負け。
2010年4月29日、Krush.6で野杁正明と対戦し、右跳び膝蹴りでKO負けを喫した。
2010年5月17日、自身のブログで現役引退を発表した。

## 戦績

### プロキックボクシング戦績
| キックボクシング 戦績 | キックボクシング 戦績 | キックボクシング 戦績 | キックボクシング 戦績 | キックボクシング 戦績 | キックボクシング 戦績 | キックボクシング 戦績 |
| --------------------- | --------------------- | --------------------- | --------------------- | --------------------- | --------------------- | --------------------- |
| 13 試合               | (T)KO                 | 判定                  | その他                | 引き分け              | 無効試合              |                       |
| 4 勝                  | 2                     | 2                     | 0                     | 3                     | 0                     |                       |
| 6 敗                  | 2                     | 4                     | 0                     | 3                     | 0                     |                       |

| 勝敗 | 対戦相手 | 試合結果                                      | 大会名                                                                                               | 開催年月日    |
| ×    | 野杁正明 | 2R 1:29 KO（右跳び膝蹴り）                    | Krush.6                                                                                              | 2010年4月29日 |
| ×    | TSUYOSHI | 3R終了 判定0-3                                | Krush.4                                                                                              | 2009年9月22日 |
| ×    | 梶原龍児 | 2R 1:00 TKO（ドクターストップ：左目尻カット） | Krushライト級グランプリ2009 〜開幕戦 Round.1〜【1回戦】                                              | 2009年7月24日 |
| ×    | 前田尚紀 | 3R終了 判定0-3                                | 全日本キックボクシング連盟「Fujiwara Festival 〜藤原祭り2008〜」                                     | 2008年12月5日 |
| ○    | 九島亮   | 3R終了 判定3-0                                | 全日本キックボクシング連盟「Krush! 〜Kickboxing Destruction〜」                                      | 2008年11月8日 |
| ○    | 正巳     | 2R 2:00 TKO（ドクターストップ：額カット）     | 全日本キックボクシング連盟「SWORD FIGHT 2008 〜日本vsタイ・5対5マッチ〜」                            | 2008年9月19日 |
| ×    | 大高一郎 | 3R終了 判定0-2                                | 全日本キックボクシング連盟「小林聡プロデュース 野良犬電撃作戦」                                      | 2008年6月22日 |
| ×    | 上松大輔 | 3R終了 判定0-3                                | 全日本キックボクシング連盟「Spring Storm」                                                           | 2008年4月26日 |
| ○    | 藤井基文 | 2R 0:37 KO（右フック）                        | 全日本キックボクシング連盟「Kick On!」                                                               | 2008年3月20日 |
| △    | ユウキ   | 3R終了 判定1-0                                | 全日本キックボクシング連盟「CUB☆KICK'S-9」                                                           | 2008年2月9日  |
| ○    | 橋本城典 | 3R終了 判定2-0                                | 全日本キックボクシング連盟「CUB☆KICK'S-5」                                                           | 2007年2月2日  |
| △    | 丹藤義則 | 3R終了 判定0-1                                | 全日本キックボクシング連盟「CUB☆KICK'S 3days 1st - AJ NIGHT 〜Tradition〜」 【オープニングファイト】 | 2006年10月7日 |
| △    | 野間一暢 | 3R終了 判定1-0                                | 全日本キックボクシング連盟「S.W.S. 〜Super Welter Struggle〜」 【オープニングファイト】              | 2006年8月27日 |

### プロボクシング戦績
| プロボクシング 戦績 | プロボクシング 戦績 | プロボクシング 戦績 | プロボクシング 戦績 | プロボクシング 戦績 | プロボクシング 戦績 | プロボクシング 戦績 |
| ------------------- | ------------------- | ------------------- | ------------------- | ------------------- | ------------------- | ------------------- |
| 11 試合             | (T)KO               | 判定                | その他              | 引き分け            | 無効試合            |                     |
| 5 勝                | 3                   | 2                   | 0                   | 2                   | 0                   |                     |
| 4 敗                | 0                   | 4                   | 0                   | 2                   | 0                   |                     |